# US-amerikanische Badmintonmeisterschaft 2015
Die US-amerikanische Badmintonmeisterschaft 2015 fand vom 17. bis zum 19. April 2015 im Manhattan Beach Badminton Club in Manhattan Beach, Kalifornien, statt.

## Medaillengewinner
| Disziplin    | Gold                                      | Silber                          | Bronze                                     |
| ------------ | ----------------------------------------- | ------------------------------- | ------------------------------------------ |
| Herreneinzel | Sittichai Viboonsin                       | Gabriel Villanueva              | Shawn Whong                                |
| Dameneinzel  | Zhang Beiwen                              | Kerry Xu                        | Annie Xu                                   |
| Herrendoppel | Leonard Holvy de Pauw Sittichai Viboonsin | Pratik Patel Gabriel Villanueva | Kyle Emerick Dung Truong                   |
| Damendoppel  | Jing Yu Hong Zhang Beiwen                 | Annie Xu Kerry Xu               | Panita Phongasavithas Vimla Phongasavithas |
| Mixed        | Halim Haryanto Jing Yu Hong               | Kyle Emerick Daphne Ng          | David Neumann Rebecca Neumann              |